# 626

## Догађаји
- 7. август — Авари и Словени су прекинули опсаду Цариграда.
- Један од синова жупана Дервана је повео(из данашње Лужичке Србије) део Срба на Балкан

- Опсада Цариграда: Војска Авара, која се састоји од око 80.000 људи (укључујући велике контингенте Срба, Бугара и других "варвара"), напада зидине Цариграда. Мала персијска војска стиже на Босфор, на азијску страну, на Теодосијеве зидине јуришају најсавременијом опремом за опсаду, у виду вучних требушета. Авари такође имају покретна оклопна склоништа (средњовековне 'крмаче') и опсадне куле; ове последње су покривене кожама ради заштите од пожара. Одбрана престонице (12.000 добро обучених византијских војника) је у рукама патријарха Сергеја I и Бонуса (магистер милитум).
- 31. јул – Авари и персијски савезници под Шахрбаразом кренули у напад целом дужином Теодосијских зидина (око 5,7 километара); главни напор је концентрисан на централни део, посебно на ниско лежећи мезотеихион. После жестоке пешадијске битке на зидинама, византијска војска задржава многе нападе на град. Цар Ираклије прави аранжмане да нова војска под његовим братом Теодором делује против Персијанаца у западној Анадолији, док се он враћа својој војсци у Понт.
- 7. август – У водама Златног рога уништена је персијска флота док је превозила појачање. Авари су, претрпели страшне губитке, у недостатку хране и залиха, спалили своје опсадне машине. Они напуштају опсаду и повлаче се на Балканско полуострво. Византинци остварују одлучујућу победу код Влахерне, под заштитом цркве Богородице.
- Византијско-персијски рат: Цар Ираклије, његова војска смањена кампањом на мање од 30.000 људи, је у дефанзиви у Понту. Очигледно оставља јак византијски гарнизон у Трапезу, и повлачи се североисточно дуж Црног мора у Колхиду, где зауставља Персијанце агресивним одбрамбено-офанзивним операцијама дуж реке Фасис. Привлачећи персијску војску под вођством Шахина Вахманзадегана у Анадолију, он пружа Теодору прилику да их победи. До краја лета он угрожава комуникацију Персијанаца у Халкидону (савремена Турска).
- Ираклије позива Словене које живи у Галицији, Шлезији и Чешкој, да се населе у Илирику. Дају им се земљиште између реке Драве и Јадранског мора за ослобађање од Авара. Ираклије тражи од папе Хонорија I да пошаље мисионаре у ове пределе.
- Зима – Ираклије склапа савез са Тонг Јагхуом Каганом, владаром (каганом) западно-турског каганата, за заједничку инвазију на Персијско царство следећег пролећа. Својој ћерки Евдокији Епифанији, од 15 година, обећава брак са Тонг Јабхуом и шаље је под пратњом са чудесним поклонима.
- Ариоалд је наследио свог зета Адалоалда на месту краља Лангобарда, а затим је полудео. Ариоалд је своју жену затворио у манастир, оптужујући је да је ковала заверу против њега са Грасулфом II, војводом од Фурланије (северна Италија).
- Краљ Едвин од Нортумбрије побеђује Западне Саксонце под Цинегилом, који је покушао да осујети растућу Едвинову снагу тако што је убио њега. Едвин обавезује Цинегилса да призна Нортумбријину надмоћ.
- 19. април - Еанфлед, ћерка Едвина од Нортамбрије, рођена је у краљевској резиденцији поред реке Дервент. Крстио ју је Павлин, епископ Јорка.
- Лето – Краљ Хозроје II планира свеобухватне напоре против Цариграда. Враћа се у Анадолију са две војске непознате величине, по свој прилици више од 50.000 људи. Једна од њих (вероватно којом је командовао сам Хозроје) је да задржи Ираклија у Понту; други под Шахином Вахманзадеганом је поражен од Теодора.
- 2. јул – Ли Шимин путује у престоницу Танга Чанган да се опрости од свог млађег брата Ли Јуанђија, који је добио команду над кинеском експедицијом против источно-турског каганата. Чувши за заверу да га убију, он и неколико присталица заузимају северни улаз у цареву палату. Ли Шимин поставља заседу и елиминише своју супарничку браћу Ли Јуанђија и Ли Ђјанченга у инциденту на капији Сјуанву.
- 4. септембар – Цар Гао Зу абдицира у корист свог сина Ли Шимина након 8-годишње владавине. Он му предаје престо (као цар Таи Зонг).